# مینوان لاینز
مینوان لاینز (انگلیسی: Minoan Lines) شرکت کشتیرانی یونانی است، که در سال ۱۹۷۲ تأسیس شد.